# Справа доручається детективу Тедді
«Справа доручається детективу Тедді. Справа №001: Бурий та Білий» — анімаційний фільм 1976 року Творчого об'єднання художньої мультиплікації студії Київнаукфільм, режисер — Володимир Дахно.

## Сюжет
У місті зникли двоє ведмежат. Справа по їх розшуку доручається детективу Тедді.

## Над мультфільмом працювали
- Режисер: Володимир Дахно
- Автори сценарію: Раїса Недашківська, Роберт Віккерс
- Композитор: Л. Маркелов
- Художник-постановник: Генріх Уманський
- Оператор: Анатолій Гаврилов
- Редактор: Володимир Гайдай
- Звукооператор: Віктор Груздєв
- Ролі озвучували: Д. Бабаєв, Андрій Подубинський
- Художники-мультиплікатори: Олександр Вікен, Микола Бондар, Адольф Педан, Ніна Чурилова,  Володимир Гончаров, Володимир Врублевський, Ельвіра Перетятько
- Асистенти: О. Дьомкіна, А. Савчук, О. Деряжна, Ірина Сергеєва
- Директор картини: Іван Мазепа